# غاماليرو
غاماليرو (بالإيطالية: Gamalero)‏ هي بلدية في مقاطعة ألساندريا في إقليم بييمونتي في إيطاليا.

## السكان
في سنة 1861 بلغ عدد السكان 1٬691 نسمة، وتطور العدد ليصل في سنة 2011 لـ 847 نسمة.
يظهر هذا المخطط البياني تطور النمو السكاني لـ غاماليرو